# Opilio bolivianus
Opilio bolivianus is een hooiwagen uit de familie echte hooiwagens (Phalangiidae).